# Duesenberg A
La Duesenberg A fu la prima autovettura prodotta in serie ad avere i freni idraulici e la prima negli Stati Uniti con un motore a otto cilindri in linea (straight-eight). Conosciuta ufficialmente come Duesenberg Straight Eight, venne mostrata per la prima volta a fine 1920 a New York. La produzione subì una proroga a causa di cambi sostanziali durante la progettazione del veicolo, incluso una modifica nel sistema di distribuzione da albero con valvole in testa orizzontali ad albero a camme in testa; inoltre, durante questo periodo, l'azienda trasferì la sede e la fabbrica dal New Jersey all'Indiana. Il modello A venne prodotto ad Indianapolis, dal 1921 al 1925 per mano della Duesenberg Automobiles and Motors Company e dal 1925 al 1926 dalla Duesenberg Motor Company nella medesima fabbrica ristrutturata. I successivi proprietari iniziarono a chiamare l'auto modello A quando venne introdotto il modello Duesenberg J.

## Storia
Fred e August Duesenberg costruivano motori marini e per aerei durante la prima guerra mondiale e utilizzarono l'esperienza appresa per progettare e costruire motori da corsa e progettare un'automobile.  La "Duesenberg Automobiles and Motors Company" venne costituita nello stato del Delaware per produrre e commercializzare automobili, mentre una società separata, la "Duesenberg Brothers", costruiva motori e auto da corsa.

## Presentazione e ritardo
La Duesenberg Straight Eight fu presentata al culmine del 1920 nel Commodore Hotel (ora Grand Hyatt New York) a New York, ma la produzione della Straight Eight non ebbe inizio che solo verso la fine del 1921. Il motivo principale del ritardo fu la decisione di Fred Duesenberg di riprogettare diverse caratteristiche del veicolo, inclusa la distribuzione. Nel frattempo la sede e le strutture di produzione della "Duesenberg Automobiles and Motors Company" furono ricollocate da Newark (New Jersey) a Indianapolis. Il trasloco venne completato a maggio del 1921, ma la riprogettazione dovette aspettare ancora.

## Design e ingegneria

### Trasmissione
La Straight Eight fu la prima autovettura prodotta in serie negli Stati Uniti con un motore a otto cilindri in linea. Il motore era dotato di un blocco in ghisa, una testata in ghisa removibile, mentre il basamento e il carter erano in alluminio. L'albero a gomiti ruotava su tre cuscinetti principali. Quando il prototipo dello Straight Eight venne mostrato alla presentazione del modello, montava valvole orizzontali del tipo di quelle che erano state utilizzate nei precedenti motori marini e da corsa progettati da Duesenberg; il modello che andò in produzione invece aveva un singolo albero a camme in testa che utilizzava i bilancieri per azionare due valvole per cilindro con una camera a combustione emisferica.
Il motore utilizzava un unico carburatore verticale inverso; le prime versioni montavano un'unità Stromberg, che venne rimpiazzata da un carburatore Schebler. Il carburatore era posizionato sul lato destro del motore; la miscela passava attraverso il monoblocco per entrare nel collettore di aspirazione posto sul lato sinistro del motore. L'accensione avveniva tramite una bobina Delco e le puntine, con lo spinterogeno posto all'estremità del generatore/unità d'avviamento.
Con un alesaggio di 2,875 in (73,0 mm) e una corsa di 5 in (130 mm), il motore aveva una cilindrata di 260 cu in (4,3 L) Il rapporto di compressione standard di cinque a uno produceva 88 hp (66 kW) a 3600 giri/minuto e una coppia di 170 ft⋅lbf (230 N⋅m) a 1500 giri/minuto.
Il motore era dotato di frizione a secco e un cambio a tre velocità non sincronizzate. Il cambio veniva azionato direttamente attraverso una leva posta al centro della vettura. L'albero di trasmissione era racchiuso in un tubo snodato e trasmetteva la potenza all'asse posteriore attraverso una trasmissione conica a spirale.

### Telaio
Il telaio era sostenuto da una struttura in lamiera d’acciaio stampata con longheroni semilavorati e traverse tubolari. La sospensione era costituita da molle a balestra semiellittiche e ammortizzatori Watson Stabilator anteriori e posteriori, con un asse a fascio tubolare nella parte anteriore, e un asse motore e bielle radiali sul retro. Il passo corto era di 134 in (3 400 mm), con un passo lungo di 141 in (3 600 mm) omologato al trasporto di sette passeggeri. Le carreggiate anteriore e posteriore erano entrambe larghe 56 in (1 400 mm). Furono utilizzate ruote anteriori e posteriori con cerchi a raggi e bullone centrale con pneumatici da 5 in (130 mm) x 33 in (840 mm).
La Duesenberg Straight Eight è stata la prima automobile prodotta ad utilizzare freni idraulici su tutte e quattro le ruote. I freni delle ruote anteriori avevano un diametro di 16 in (410 mm) ed erano alettati in modo da dissipare il calore. Il fluido utilizzato nel sistema era una miscela di glicerina e acqua.

## Accoglienza

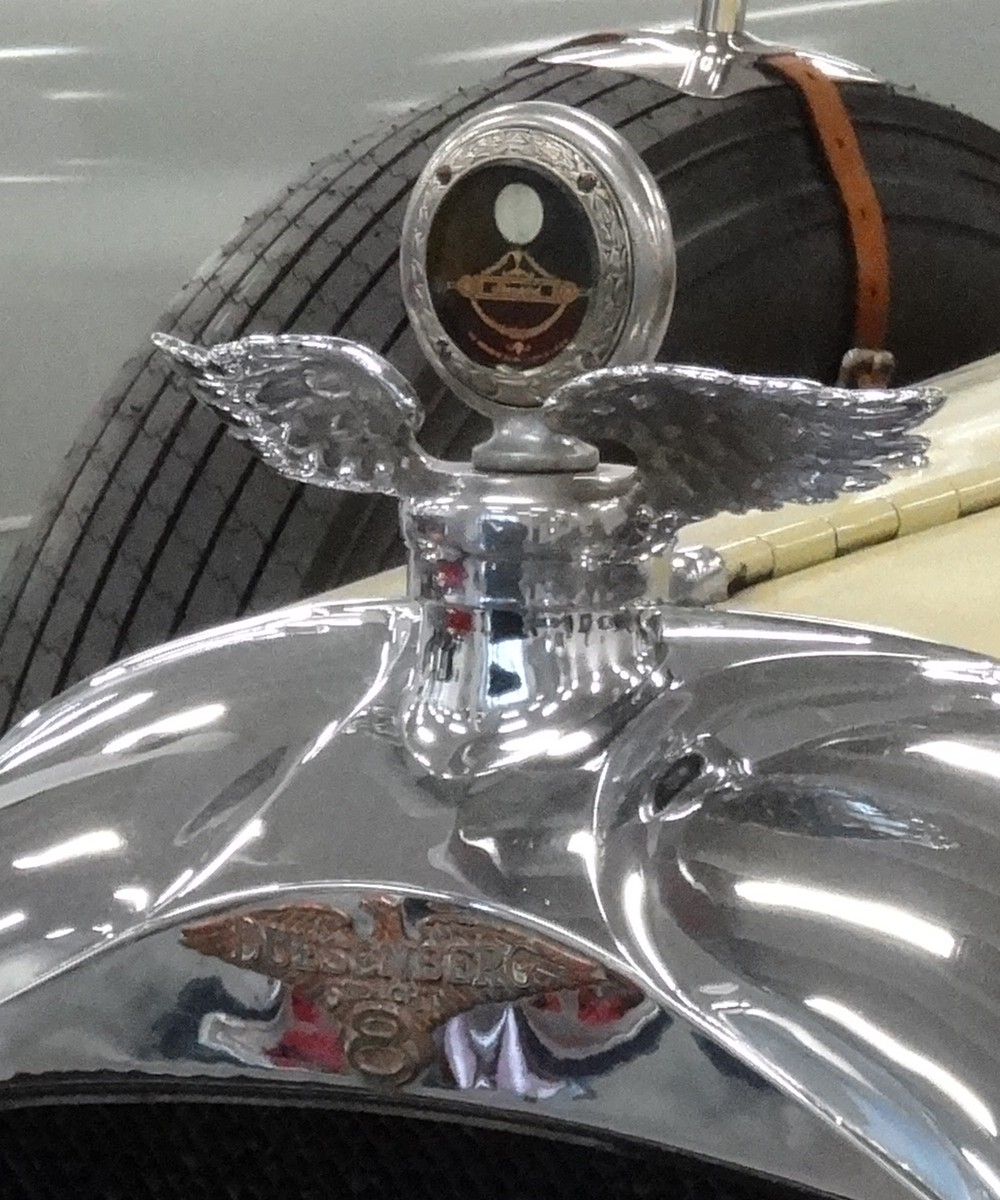
Stemma della Duesenberg A

L'obiettivo iniziale di produzione era 100 auto al mese. Alla fine del 1922, dopo poco più di un anno di produzione, erano state costruite meno di 150 Duesenberg Straight Eight. La produzione della Straight Eight continuò con numerosi cambi nella gestione, la messa della Duesenberg Automobiles and Motors Company in liquidazione coatta amministrativa a gennaio 1924, e la riorganizzazione dell'azienda nella Duesenberg Motor Company a febbraio 1925, fino all'acquisto dell'azienda da parte di Errett Cord nell'ottobre 1926. Quando Cord decise di fermare la produzione nel 1926, erano state costruite circa 650 Straight Eight.

## Eredità
La Duesenberg X, modello derivato dalla Straight Eight, ebbe un breve periodo di produzione nel 1927. Ne furono costruite circa dodici. Il modello X aveva un motore con alesaggio e corsa uguali allo Straight Eight ma con una testata a flusso incrociato. Il motore sviluppava una potenza di 100 hp (75 kW). Il telaio aveva un passo di 135 in (3 400 mm).
Nonostante i suoi primati ingegneristici nazionali e mondiali, la Straight Eight è stata oscurata dalla successiva Duesenberg J. Non è noto a tutti che, dopo la presentazione del modello J, il nome di Straight Eight, con il quale era stata commercializzata, venne cambiato in "Model A".